# Културна станица Свилара
Културна станица Свилара је једна од установа културе у Новом Саду, налази се у улици Ђорђа Рајковића 6б.

## Историјат
Некадашња фабрика за бојење свиле је представљала највећу фабрику свиле у Угарској, данас више не постоји али је увела традицију свиларства која се у Алмашком крају задржала до 70-их година 20. века. Пројекат заштите свиларе је иницирала локална заједница која је уврштена у паневропску иницијативу заштите индустријског наслеђа. Културна станица Свилара примењује програм урбаног наслеђа обухватајући различите врсте културног програма који су повезани са савременим интерпретирањем наслеђа. У томе им помаже Академија уметности Универзитета у Новом Саду и удружење „Алмашани”, од 2019. године, које окупља локалну заједницу као и експерте из области заштите наслеђа. Својим програмима културна станица Свилара углавном привлачи млађу публику, уметнике и професоре. Подржани су и реализовани у оквиру пројекта „Нови Сад 2021 – Европска престоница културе”.